# 圣奥延 (萨瓦省)
圣奥延（法語：Saint-Oyen）是法国萨瓦省的一个旧市镇，属于阿尔贝维尔区。2019年，圣奥延与临近的2个市镇合并为新市镇大艾格布朗什。

## 地理
圣奥延（45°30'13"N, 6°29'3"E）面积2.11 平方千米，位于法国奥弗涅-罗讷-阿尔卑斯大区萨瓦省，该省份为法国东部省份，历史上为薩伏依的一部分，北起上萨瓦省，西接伊泽尔省和安省，南部和东部与上阿尔卑斯省和意大利接壤。
与圣奥延接壤的市镇（或旧市镇、城区）包括：拉莱谢尔、艾格布朗什、拉莱谢尔。

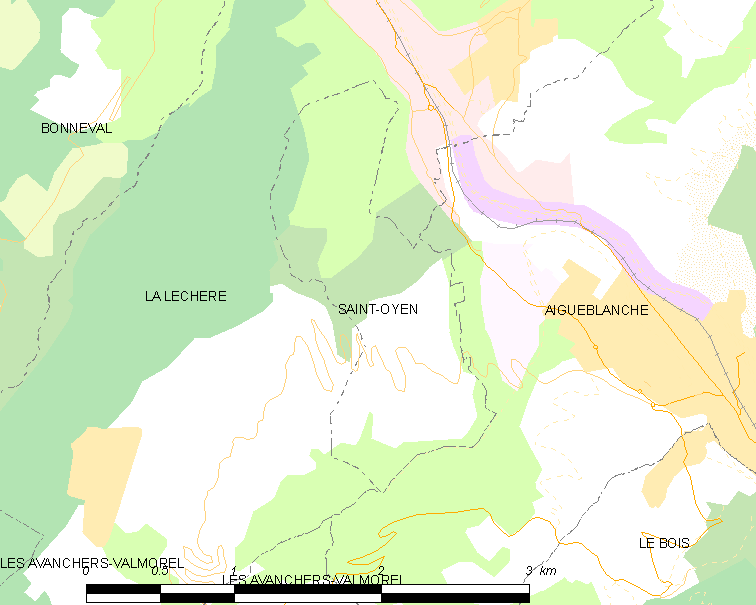
的OSM定位图

圣奥延的时区为UTC+01:00、UTC+02:00（夏令时）。

## 行政
圣奥延的邮政编码为73260，INSEE市镇编码为73266。

## 政治
圣奥延所属的省级选区为穆捷县。

## 人口

1962-2008年间人口变化图示

圣奥延于2018年1月1日时的人口数量为211人。